# アサヒタクシー (栃木県)
アサヒタクシーは、栃木県宇都宮市二番町に本社を置くタクシー事業者・バス事業者である。宇都宮市の地域内交通の一部を受託運行している。栃木県タクシー協会と栃木県バス協会に加盟している。

## 概要
2014年4月に一般貸切旅客自動車認可、2015年9月に29人乗り中型バスを導入した。

## 受託運行
- 宇都宮市の地域内交通を受託運行している。宇都宮市の場合、市が主導しての運行ではなく、各地域が地域の特性や住民のニーズを把握した運行協議会を立ち上げて主体的に運行し、宇都宮市は運行経費を支援する方式となっている[2][3]。

### 定時定路型（コミュニティバス）
- デマンドではないので地域住民以外も利用可能。ワゴン車による運行。詳細は宇都宮市の地域内交通の記事を参照。

清原さきがけ号　
- 地域住民で組織された「きよはら地域内公共交通運営協議会」が運営[4]
- 料金は、1回150円、1か月定期券と回数券あり

ぐるっと石井号

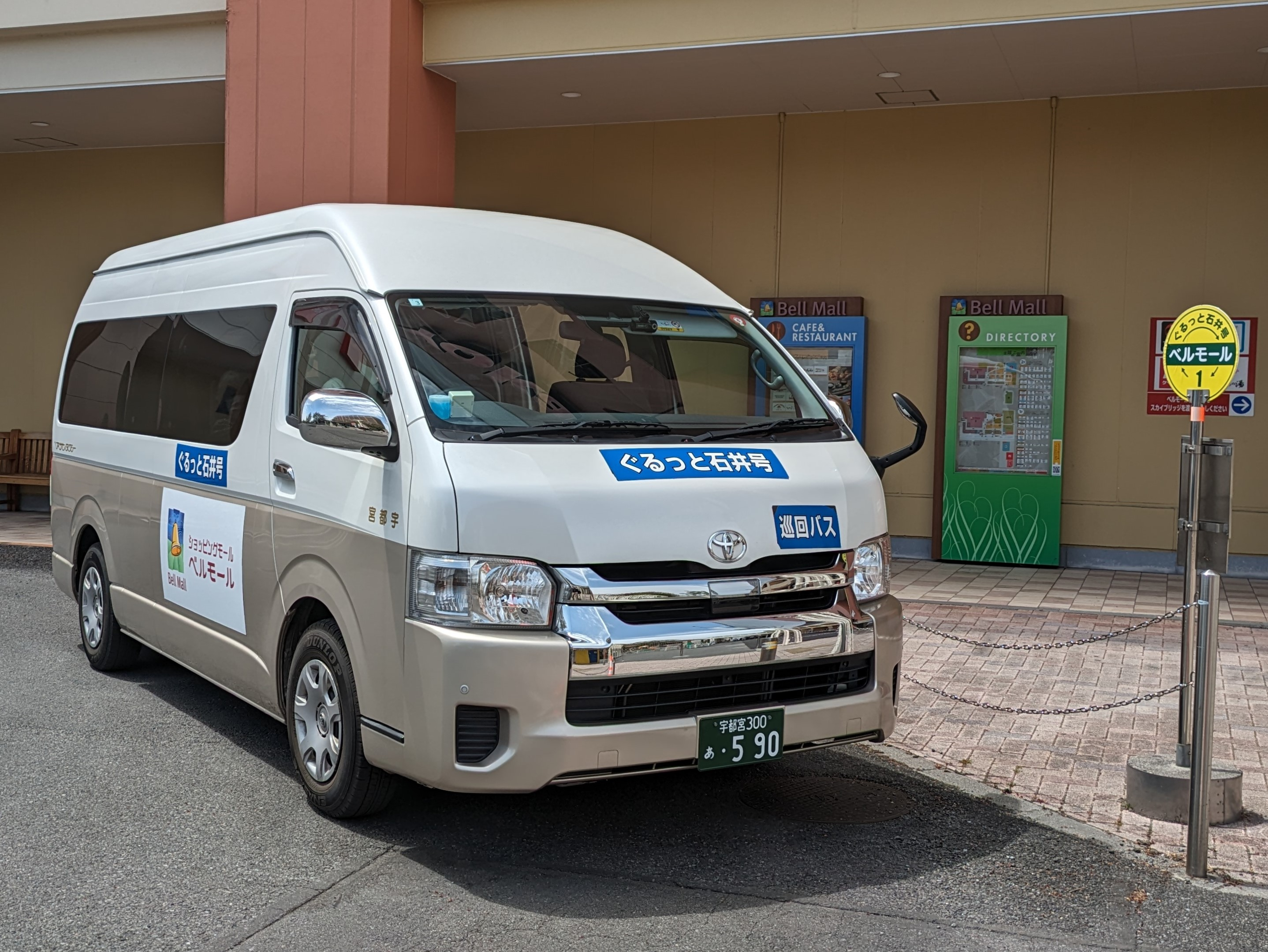
ぐるっと石井号の車両と乗り場

- 地域住民で組織された「石井地域公共交通運営委員会」が運営[5]
- ベルモールを起終点とし、一方向のみ循環運行。
- 1回150円（小学生は100円、保護者同伴の未就学児は無料）

### デマンド交通
- 事前に利用登録した各地域住民のみ利用できる。地域外在住の親族等を地域住民の家族として同乗させることはできない[6]。

清南スマイル号
宇都宮市清原地区
さぎぞう河内号
宇都宮市河内地区（旧河内町）エリア
よこかわいきいき号
宇都宮市横川地区
とよさとまほろば号
宇都宮市豊郷地区

## 車両
日産・セドリック営業車を主体に、トヨタ・ジャパンタクシーも導入されている。ジャンボタクシーとしてトヨタ・ハイエース、ユニバーサルデザインタクシーとして日産・NV200、貸切バスとして日野・セレガを採用。

## 関連会社
- 株式会社 アサヒオートサービス（宇都宮市平出工業団地、自動車整備業）